# Santísimo Cristo de la Cárcel
El Santísimo Cristo de la Cárcel es una imagen cristífera venerada en Mairena del Alcor (España), en su capilla propia. Es conocido como el " Señor de Mairena ", la imagen es la más venerada de la localidad. La veneración al cristo comienza en los últimos años del siglo XVII y, ha llegado a nuestros días rodeada de múltiples tradiciones pasadas de padres a hijos.

## Imagen
La antigua imagen del Santísimo Cristo fue destruida en julio de 1936, realizándose entonces una reproducción de la primitiva por el pintor D. Félix Lacárcel, que es la que actualmente se conserva.
Le acompaña, como imagen cotitular, la Virgen del Amparo; pequeña talla que, siendo también destruida en la revolución anticristiana de 1.936, fue reproducida por el escultor local D. Antonio Gavira Alba en la década de los cincuenta.

## Historia
En los últimos años del siglo XVII vivían en Mairena del Alcor, un noble, rico y piadoso caballero llamado Don Juan Tomás de Paz y Alcocer, casado con Doña Marina Palacios y Salcedo, señora no menos noble y virtuosa, ambos naturales y vecinos de esta villa.
Estos señores eran dueños del cuadro del Señor de la Cárcel, el cual, lo habrían adquirido o heredado de América, como parte de su caudal y tres esclavas que le servían.
Debido a la antigüedad del cuadro o a los desperfectos que hubiera sufrido al traerlo a este pueblo desde las Indias Occidentales, estaba arrumbado en una de las habitaciones altas de la casa, olvidado por todos, menos de una de las esclavas llamada Josefa María; la que considerándole como de su mismo país, aunque lo veía en tal mal estado, le rendía sus respetos y devoción, recompensándole el Señor con señalado favor.
Así transcurría el tiempo cuando fue acusada la pobre esclava de un falso testimonio, del cual ella estaba inocente, y para justificarse hubo de acudir al Señor, diciendo que era tan cierto lo que decía, como aquel Santo Cristo que estaba allí olvidado quería se le diese culto.
Mas, ¡oh poder y bondad de Dios! era llegada la hora de que aquella Bendita Imagen que había venido providencialmente a este pueblo desde tan lejanas tierras, para ser su consuelo y salvación, empezara a manifestar su amor y misericordia.
Ruido misterioso, extraordinaria luz y otras señales que salían del sitio donde estaba el Señor oculto, dieron claras y evidentes pruebas de ser cierto lo dicho por la esclava Josefa María, por lo que sus amos y el pueblo todo quedaron admirados del suceso y determinaron cumplir la voluntad de Dios manifestada por la esclava.
No hacía mucho tiempo había sido trasladada la cárcel, próxima a las casas donde sucedió el acontecimiento. La Sra. Doña Marina Palacios visitaba y socorría a los presos con limosnas, valiéndose para hacer estas obras de misericordia de su virtuosa criada y al tratar del lugar a donde se colocaría la Imagen del Santo Cristo, inspiró el Señor a la esclava la idea de que fuese llevada a la cárcel y puesta a vista de los pobres presos para que le sirviese de consuelo en sus trabajos. Accedieron gustosos sus dueños a tan piadosa idea, y puesta en práctica, produjo el más feliz resultado, pues los presos y el pueblo acudían a visitar al Santo Cristo y a pedirle remedio en sus necesidades; tanto que pronto se vieron obligados a edificar la Capilla que por una ventana se comunicaba al patio de la cárcel, y frente a dicha ventana estaba la de un calabozo para que los presos pudiesen ver al Señor y oír la Santa Misa.
En breve se formó una Hermandad para darle culto y hacerle funciones, celebrándose la primera en septiembre de 1716. La esclava había obtenido la libertad de sus amos como premio de sus virtudes, permaneciendo a su servicio hasta que murieron, y entonces contrajo matrimonio. Logrando al cabo de algunos años entrar en la Capilla del Señor con el cargo de cuidarla; teniendo la dicha de acabar sus días junto a la bendita Imagen de su Dios y Señor que tanto había amado y de la que tantos favores recibiera.

## Cultos
Se le da culto en la Capilla del Santísimo Cristo de la Cárcel, situada en la Plaza Principal, actualmente rotulada como de Antonio Mairena, la cual tuvo comunicación con la antigua cárcel de la localidad, de la que tomó su nombre.
La procesión del Santísimo Cristo de la Cárcel tiene lugar el día 18 de marzo, fiesta del titular, con la salida de la Parroquia de Santa María de la Asunción y entrada en la Capilla de la Plaza Principal. Anteriormente, el día 11 de marzo se produce el traslado desde dicha Capilla a la Parroquia para desarrollar, durante esa semana que antecede a la Procesión, el Quinario y la Solemne Función en honor de los titulares. El paso del Cristo de la Cárcel va acompañado durante la procesión por todos sus fieles, unos, precediendo al paso alumbrando con velas y otros, como penitentes detrás del mismo. Estos últimos, popularmente llamados "grillos", por el sonido que hacen al caminar los grilletes que llevan atados en sus pies.
Día 11 de marzo: Traslado del Santísimo Cristo de la Cárcel y Nuestra Señora del Amparo, de la Capilla de su nombre a la Iglesia Parroquial. Salida: 10 de la noche.
Días 12 a 16 de marzo: Quinario en honor de nuestros sagrados Titulares.
Día 17 de marzo: Función Solemne.
Día 18 de marzo: Procesión del Santísimo Cristo de la Cárcel y Nuestra Señora del Amparo, con salida de la Iglesia Parroquial y entrada en nuestra Capilla. Salida: 10 de la noche.Horario de Quinario y Función: 19,45 Santo Rosario 20,30 Santa Misa
- Datos: Q25402156